# Ołeksandr Derdo
Ołeksandr Wiktorowycz Derdo, ukr. Олександр Вікторович Дердо (ur. 3 lutego 1979, Ukraińska SRR, zamieszk. w Iljiczewsku, w obwodzie odeskim) – ukraiński sędzia piłkarski FIFA, sędziuje mecze Premier-lihi.

## Kariera sędziowska
W 1997 rozpoczął karierę sędziowską w meczach lokalnych rozgrywek piłkarskich. Od 1999 sędziował mecze Amatorskich Mistrzostw Ukrainy, od 2001 w Drugiej Lidze, od 2005 w Pierwszej Lidze, a od 2007 w Wyższej Lidze Ukrainy. Sędzia FIFA od 2011 roku. Jest na liście sędziów grupy III kategorii FIFA